# Besos de dama
Los besos de dama (Baci di Dama, en italiano) son un tipo de galleta rellena del norte de Italia. "Baci di dama" significa "besos de dama" en español. Los besos de dama están formados por dos galletas de avellana unidas por un relleno de chocolate que representan el "beso" de su nombre. Considerados un estándar de la confitería italiana, estos son un producto común en las panaderías de toda Italia y en las comunidades de la diáspora italiana . Aunque tradicionalmente se elabora con galletas de avellana, actualmente existen muchas variaciones modernas de sabor. Las variaciones más comunes se hacen con almendras, pistachos y cacao en lugar de avellanas.

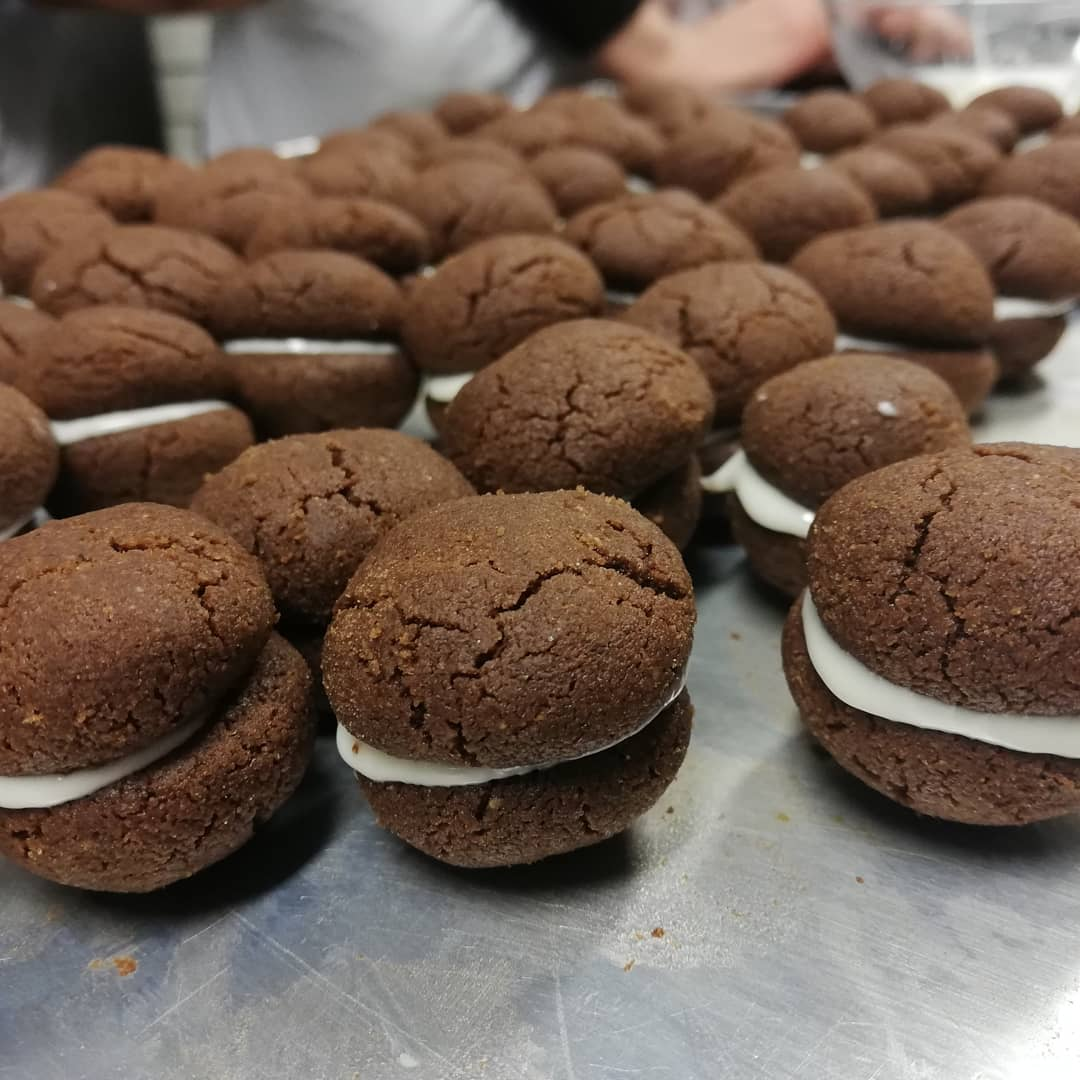
Besos de dama de chocolate con relleno de chocolate blanco.

## Historia
Los besos de dama proceden de la ciudad de Tortona, en la región del Piamonte, en el norte de Italia. Se crearon en el siglo XIX como una forma de utilizar las avellanas autóctonas de la región de Piamonte. Los besos de dama se han clasificado como un producto tradicional piamontés protegido (PAT - Prodotti agroalimentari tradizionali piemontesi).